# وشپادلی
وشپادلی (به لاتین: Všepadly) یک منطقهٔ مسکونی در جمهوری چک است که در شهرستان دوماژلیتسه واقع شده‌است. وشپادلی ۴٫۹۲ کیلومتر مربع مساحت و ۵۷ نفر جمعیت دارد و ۴۶۸ متر بالاتر از سطح دریا واقع شده‌است.